# Vinko Lovreković
Vinko Lovreković (Gornja Velika kraj Koprivnice, danas općina Sokolovac 1873. – 1937.), hrvatski političar i potpredsjednik Hrvatske pučke seljačke stranke. 
Stjepan Radić ga je još 1905. nazvao jednim od «najodlučnijih i najposlenijih do sada pristaša seljačke stranke među seljacima», a iste je godine izabran za člana glavnog odbora HPSS-a.  Izabran kao prvi saborski zastupnik iz redova seljaštva 1908. (izb. kotar Čazma). Godine 1910. izabran za općinskog načelnika u Kapeli, no zaključkom glavnog odbora HPSS-a od 5. studenog 1911. morao je napustiti tu dužnost. Nakon toga neprekidno biran u sve sazive Hrvatskog sabora (1910., 1911. i 1913. ) gdje je bio vrlo aktivan zastupnik. Bio je dioničar Hrvatske pučke seljačke tiskare. Za potpredsjednika Glavnog odbora HPSS-a izabran 1910. godine. Kao potpredsjednik HPSS-a zajedno sa S. Radićem ulazi, na osnovu odluke stranke u listopadu 1918, u Narodno vijeće Slovenaca, Hrvata i Srba. Jedan od vođa seljačke bune 1920. u okolici Čazme, Ivanića i Križa. Iste godine izabran kao zastupnik u Ustavotvornu skupštinu Kraljevstva SHS u Varaždinskoj županiji i Međimurju. Zamjerivši S. Radiću pristupanje u Seljačku internacionalu 1924. sudjelovao u pokušaju osnivanja Neodvisne Hrvatske republikanske seljačke stranke kojoj je izabran u vodstvo, a istaknuti političar Gjuro Šurmin ga je u prosincu nazvao predsjednikom. Napustivši u potpunosti politiku S. Radića, kao protutežu njegovoj politici krenuo je 1925. u osnivanje Hrvatske samostalne seljačke stranke. Na izborima 1925. organizirao je vlastitu listu koja je doživjela neuspjeh. Govori koje su Vinko Lovreković i Stjepan Radić izrekli u Hrvatskom saboru tiskani su u brošuri «Seljačka (agrarna) i carinska politika» (1910. ).